# Тудр
Тудр або Тудер (д/н — 10/14) — 1-й «король» квадів.

## Життєпис
Був одним з вождів свевського племені квадів, що тоді мешкало біля річки Майн. Ймовірно у 10-х роках до н. е. протистояв римлянам на чолі із Децимом Клавдієм Друзом. Поразки від останнього германців протягом 11—10 років до н. е., підготовка до нового походу римлян змусила квадів на чолі із Тудром рушити на схід. Разом з ними змінило місце перебування інше вевське плем'я — маркомани. Останні залишилися біля середнього Дунаю, а Тудр попрямував південніше, розмістившись на територію сучасної Нижньої Австрії і південної Моравії.
Вважається, що доклав зусиль на перетворення квадів на стале державне утворення. Підтримував союз з маркоманами. Разом з тим зберігав мир з Римською імперією. На думку дослідника Карла Мюлленгофа, про Тудра йдеться в «Діяльності божественного Августа» (Res Gestae Divi Augusti), той визнає є себе залежним від імперії. Але це ставиться під сумнів. Точні роки правління Тудра невідомі: можливо помер між 10 та 15 роками. Йому спадкував Ванній.